# マルクス・アティリウス・レグルス (紀元前294年の執政官)
マルクス・アティリウス・レグルス（ラテン語: Marcus Atilius Regulus, 生没年不詳）は共和政ローマのプレブス（平民）出身の政務官。紀元前294年に執政官（コンスル）を務めたが、アティリウス氏族のコンスル級には、彼の前に紀元前444年の執政武官ルキウス・アティリウス・ルスクスや、紀元前335年の執政官マルクス・アティリウス・レグルス・カレヌスらがいる。

## 経歴
レグルスは紀元前295年センティヌムの戦い（第三次サムニウム戦争）において、勝利のために「自らを犠牲として神に捧げた」、プレプス出身のプブリウス・デキウス・ムスの後任として、翌年の執政官に就任した。
紀元前294年、執政官としてレグルスはサムニウムおよびプッリャ州と戦い、インテラムナ（en）で勝利した。ティトゥス・リウィウスは凱旋式の実施は元老院から拒否されたとしているが、凱旋式のファスティにはレグルスが凱旋式を実施したと記録されている。このサムニウムとの戦いの最中、ユピテル・スタトル神殿の奉献を誓約したという
翌紀元前293年のプラエトルに、マルクス・アティリウスがいるが、これはレグルスのことだと考えられている。エトルリアの反乱を伝える同盟国の使者を、元老院に案内している。

## 一族
レグルスは、第一次ポエニ戦争の悲劇の将軍として知られる同名のマルクス・アティリウス・レグルスの父親として有名であり、おそらく紀元前257年と紀元前250年に執政官を務めたガイウス・アティリウス・レグルス・セッラヌスも息子である。少なくとも孫のうち二人が執政官に就任している。クィントゥス・ファビウス・マクシムス・ルリアヌスの親戚であるアウルス・アティリウス・カラティヌスは父方の親戚である。

## 参考資料
- リウィウス『ローマ建国史』。
- T. R. S. Broughton (1951). The Magistrates of the Roman Republic Vol.1. American Philological Association
- T. R. S. Broughton (1952). The Magistrates of the Roman Republic Vol.2. American Philological Association